# Вивлочка
Вивлочка (пол. Wywłoczka) — село в Польщі, у гміні Звежинець Замойського повіту Люблінського воєводства. Населення — 481 особа (2011).

## Історія
За даними етнографічної експедиції 1869—1870 років під керівництвом Павла Чубинського, у селі переважно проживали польськомовні римо-католики, меншою мірою — греко-католики, які також розмовляли польською.
У 1975—1998 роках село належало до Замойського воєводства.

## Демографія
Демографічна структура станом на 31 березня 2011 року:
|          | Загалом | Допрацездатний вік | Працездатний вік | Постпрацездатний вік |
| -------- | ------- | ------------------ | ---------------- | -------------------- |
| Чоловіки | 233     | 49                 | 160              | 24                   |
| Жінки    | 248     | 36                 | 137              | 75                   |
| Разом    | 481     | 85                 | 297              | 99                   |